# Де Кастелла, Роберт
Роберт Франсуа «Роб» де Кастелла (англ. Robert Francois "Rob" de Castella, род. 27 февраля 1957, Мельбурн) — австралийский бегун на длинные дистанции, который специализировался в марафоне. Чемпион мира 1983 года, экс-рекордсмен мира в марафоне — 2:08.18.

## Биография

### Спортсмен
Де Кастелла также был опытным бегуном по пересеченной местности. Он выиграл чемпионат Австралии один раз среди юниоров и четыре среди взрослых. Ещё пять раз финишировал в числе призёров. Восемь раз участвовал в чемпионатах мира по кроссу с 1977 по 1988 год, пять раз попадая в топ-20.
На чемпионате мира 1987 года де Кастелла не финишировал в марафоне.

### После спорта
Посла ухода из спорта он жил в Канберре. Во время лесных пожаров в Канберре в 2003 году он потерял свой семейный дом вместе со многими медалями и другими наградами.

## Семья
- Жена Гейлин Клюз, бывшая чемпионка по триатлону.
- Жена Тереза
  - Четверо детей.

## Результаты

### Соревнования
На Олимпийских играх 1980 года в Москве занял 10-е место — 2:14.31, на Олимпиаде в Лос-Анджелесе в 1984 году 5-е место — 2:11.09, на Олимпийских играх в Сеуле 8-е место — 2:13.07, на Олимпиаде в Барселоне 26-е место — 2:17.44. Двукратный победитель Игр Содружества в 1982 и 1986 годах.

#### Марафоны
| Год  | Марафон               | Результат | Место |
| ---- | --------------------- | --------- | ----- |
| 1981 | Фукуокский марафон    | 2:08.18   | 1     |
| 1983 | Роттердамский марафон | 2:08.37   | 1     |
| 1984 | Чикагский марафон     | 2:09.09   | 3     |
| 1985 | Чикагский марафон     | 2:08.48   | 3     |
| 1986 | Бостонский марафон    | 2:07.51   | 1     |
| 1991 | Роттердамский марафон | 2:09.42   | 1     |

### Рекорды
Обладатель национальных рекордов в марафоне — 2:07.51 и в часовом беге — 20 516 метров.
Рекорд де Кастеллы в марафоне (2:07,51), установленный в 1986 году на Бостонском марафоне, более 35 лет является рекордом Океании.

## Награды
- Австралиец года (1983).